# Bertold z Ratyzbony
Niektóre z zamieszczonych tu informacji wymagają weryfikacji.
Dokładniejsze informacje o tym, co należy poprawić, być może znajdują się w dyskusji tego artykułu.
 Po wyeliminowaniu niedoskonałości należy usunąć szablon [[Szablon:Dopracować|]] z tego artykułu.
Bertold z Ratyzbony (ur. ok. 1210, zm. 13 grudnia 1272) – jeden z najważniejszych niemieckich kaznodziejów późnego średniowiecza, urodzony w Ratyzbonie, gdzie wstąpił do zakonu franciszkańskiego.
Był członkiem wspólnoty franciszkańskiej założonej w Ratyzbonie w 1226. Nowicjat spędził pod opieką Dawida z Augsburga. Od 1246 pełnił funkcje kierownicze w swoim zakonie, od lat pięćdziesiątych XIII w. był wędrownym kaznodzieją, najpierw w Bawarii, gdzie skłonił księcia Ottona II do pojednania się z Kościołem. W następnych latach przeniósł się na zachód Niemiec, w 1254 i 1255 przebywał w Spirze, a później przez Alzację podążył do Szwajcarii. W kolejnych latach działał głównie w szwajcarskich kantonach Argowii, Turgowii i Gryzonii, a także w Konstancji i innych miejscowościach nad górnym Renem. W 1260 przeniósł się dalej na wschód, docierając do Austrii, na Morawy, do Węgier, na Śląsk, do Turyngii i być może do Czech. Do wiernych słowiańskich docierał za pomocą tłumacza. Niektóre z jego podróży na wschód były prawdopodobnie związane z ruchem krucjatowym, w którego sprawie głosił kazania na specjalne poruczenie papieża Urbana IV.